# Zuk seoi piu lau
Pour plus de détails, voir Fiche technique et Distribution.
Zuk seoi piu lau (濁水漂流) est un film hongkongais réalisé par Li Jun, sorti en 2021.

## Synopsis
Sorti de prison, Fai s'intègre a une communauté de sans-abris.

## Fiche technique
- Titre : Zuk seoi piu lau
- Titre original : 濁水漂流
- Titre anglais : Drifting
- Réalisation : Li Jun
- Scénario : Li Jun
- Musique : Wong Hin-yan
- Photographie : Leung Ming-kai
- Montage : Li Jun et Heiward Mak
- Production : Man Pui-hing et Flora Tang
- Société de production : MM2 Studios Hong Kong, Medialink Holdings et With You Film Production & Investment
- Pays :  Hong Kong
- Genre : Drame
- Durée : 112 minutes
- Dates de sortie : 
  -  Hong Kong : 3 juin 2021

## Distribution
- Francis Ng : Fai
- Loletta Lee : Chan Mui
- Tse Kwan-ho : Master
- Cecilia Choi : Mlle. Ho
- Singh Hartihan Bitto : le trafiquant de drogue
- Chu Pak-hon : Dai Shing
- Zenni Corbin : Hak
- Omar Faruk Nayon : le musicien
- Will Or : Muk
- Wong Hin-yan : Loi
- Woo Cheuk-hei : Thang Quang

## Distinctions
Le film a été nommé pour onze Hong Kong Film Awards.